# Халдеи
Халде́и  (аккад. māt Kaldu, ивр. כַּשְׂדִּים‎ — Касдим, арам. 𐡂𐡋𐡃𐡅, греч. Χαλδαίοι) — семитские племена, обитавшие на юге Месопотамии, в области устьев рек Тигра и Евфрата на северо-западном берегу Персидского залива с конца X по IV век до н. э. Вели борьбу с Ассирией за обладание Вавилоном. В 626—536 гг. до н. э. в Вавилоне правила халдейская династия, основавшая Нововавилонское царство.
Говорили на арамейском языке. Слово «халдеи» (в подлиннике — «касдим», др.-евр. כַּשְׂדִּים‬) неоднократно упоминается в Библии — например, у пророков Аввакума (Авв. 1:6) и Иеремии (Иер. 32:42), в Книге Иудифи (Иудифь. 5:6) и во многих других местах.
Позднее халдеями именовали только касту жрецов в Вавилоне. Так как они отличались знанием астрономии, то после того как начали различать астрономию и астрологию, халдеями называли в Древнем Риме всех тех, которые будто знали искусство — по положению звёзд — определять будущее. Халдеями стали прозывать колдунов, магов, волхвов, гадателей и астрологов. Беда Достопочтенный утверждал, что халдеями-магами были волхвы, пришедшие поклониться родившемуся Иисусу, и даже указывал их имена: Каспар, Валтасар и Мельхиор.

## История

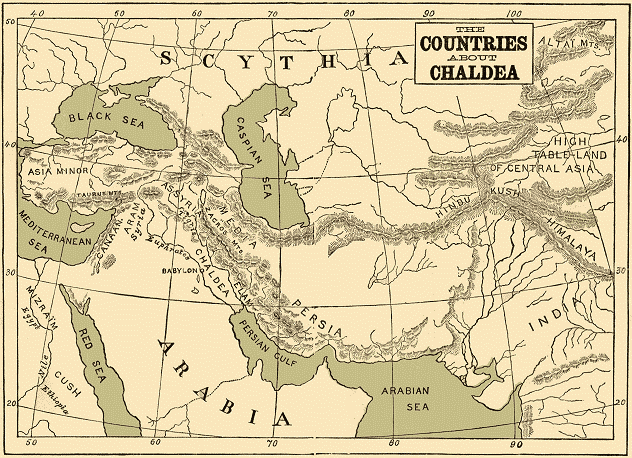
Халдея (Chaldea) на территории современного Ирака

Впервые халдеи упоминаются в 878 году до н. э. в анналах ассирийского царя Ашшурназирпала II. Они жили на берегу Персидского залива, в районе болот и озёр вдоль нижнего течения Тигра и Евфрата. В IX в. до н. э. халдеи прочно заняли южную часть Вавилонии и постепенно продвигались на север, одновременно воспринимая древнюю аккадскую / вавилонскую культуру и религию. Все халдейские племена вели полукочевой образ жизни и занимались скотоводством (Иов. 1:17), рыболовством, а также земледелием. Известны шесть халдейских племён (бит); они жили родами (точнее, вождествами под управлением своих вождей), известных из клинописных источников:
1. Бит-Якин (пограничное с Эламом племя),
2. Бит-Дакури (самое крупное племя),
3. Бит-Амукани,
4. Бит-Адини,
5. Бит-Шилини
6. Бит-Ша’алли[4],

которые стремились сохранить независимость как друг от друга, так и от ассирийцев, пытавшихся овладеть Южной Вавилонией, которую касситы называли Кардуниаш («страна Карду», то есть халдеев), а ассирийцы — страна Kaldu.
Ассирийский царь Салманасар III в 851 году до н. э. принудил халдейских князей Бит-Дакури, Бит-Амукани и Бит-Якин к выплате дани. Вели с ними войны цари Ассирии Шамши-Адад V и Адад-нирари III 803 до н. э., 796 до н. э. и 785 до н. э., принудив всех халдейских князей Приморья к выплате дани.
В 744 году до н. э. ассирийский царь Тиглатпаласар III (745 — 727 годы до н. э.) вторгся в Вавилонию и нанёс поражение союзным ей халдейским племенам на территории от Сиппара до болот Персидского залива, принял титул «царь Шумера и Аккада». Вавилонии пришлось признать над собой власть Ассирии. Жреческие круги, чиновники и купцы вавилонских городов постепенно превратились в прочную опору ассирийского господства, а инициатива в борьбе за независимость страны перешла к халдеям и низам городского населения. В 732 году до н. э. прекращение вавилонской династии послужило сигналом к борьбе между Ассирией, халдеями и Эламом за вавилонское наследство.

### ЗавоеваниеВавилонии
Князь Бит-Амуккани Укин-Цир захватил Вавилон и царствовал там три года, пока ассирийский царь Тиглатпалассар III осаждал столицу арамеев Дамаск. Покончив с последним, ассирийский царь направился против халдея Набуушабши: князь Бит-Шилини был казнён пред стенами своего города Саррабану, Закиру Бит-Шаалльский уведён в плен со своими подданными, наконец, и Укин-Цир, после долгой успешной осады, должен был сдать свою крепость Сапею. Тогда Баласу бит-дакурский и Мардук-апла-иддин бит-якинский выплатили дань. Тиглатпалассар возложил на себя вавилонскую корону с именем Пулу; то же сделал и его преемник Салманасар V, принявший имя Улулая.
Затем наступил упадок ассирийского могущества, и халдеи к концу VIII века до н. э. появляются в древних городах Уре (библейское выражение «Ур Халдейский» (Быт. 11:28) по мнению библеистов относится к другому городу, предположительно в верхней Месопотамии), Ниппуре, Кише, Куфе и Сиппаре. У них возникают тенденции к объединению. Правитель Бит-Якин уже носит титул царя халдеев. После смерти Улулая против ассирийского владычества выступил халдейский царь Мардук-апла-иддин II и, овладев Вавилоном, правил в нём 12 лет (721 год до н. э.—710 год до н. э.), опираясь на эламского царя Хумбанигаша и пользуясь затруднениями царя Ассирии Саргона II в Сирии и Армении. Он пытался сформировать против Ассирии коалицию и для этой цели посылал гонцов даже к иудейскому царю Езекии. Однако вавилоняне были недовольны режимом халдейского князя, чья антиассирийская политика требовала тотального напряжения сил Вавилонии и ложилась тяжким бременем на плечи её жителей, поэтому Саргон II после победы над Мардук-апла-иддином (710) встречался вавилонянами, как освободитель. Мардук-апла-иддин бежал в Элам, однако после смерти Саргона II в 710 году до н. э. он вновь захватил вавилонский престол. На этот раз он царствовал всего 9 месяцев, был разбит ассирийцами при Кише и снова бежал. Халдеи были вытеснены из средней Месопотамии. Новая попытка Мардук-апла-иддина захватить Вавилон в 700 году до н. э. не имела успеха: Мардук-апла-иддин был разбит, бежал вместе со сторонниками в Приморье (древний Шумер), а оттуда в Элам. Желая отомстить Мардук-апла-иддину, ассирийский царь Синаххериб специально для этой цели построил флот на Персидском заливе и, переправив свои войска, подверг разгрому эламское побережье, где халдейский князь имел небольшое владение. Однако, среди пленников, взятых ассирийцами во время экспедиции, Мардук-апла-иддина не оказалось: за несколько месяцев до высадки ассирийцев он, вероятно, умер своей смертью.
В это время халдей Мушезиб-Мардук (греч. Μεσησιμόρδακος, ассир. Шузубу-халдей) захватил Вавилон и вступил в вассальные отношения с Эламом, купив его покровительство храмовыми сокровищами Эсагилы (692 год до н. э.-689 год до н. э.). Союзники встретились с армией Синахериба при Халуле на Тигре в 691 году до н. э., кровопролитная битва не принесла победы ни одной из сторон, но неожиданная смерть эламского царя Хумпаннимена дала делу другой оборот. Вавилон был взят и разрушен, Ассархаддон вскоре после воцарения имел дело с сыном Меродах-Баладана Набу-зиру-киниш-лиширом, теснившим ассирийского наместника в Уре. Прогнанный в Элам, он был убит. Брат его Наид-Мардук подчинился добровольно и был признан вассалом в Бит-Якине. В 677 году до н. э. восстал князь бит-дакурский Шамаш-ибни, но был взят в плен и заменён верным Набу-Шаллимом.
Во время восстания Шамашшумукина против Ашшурбанапала халдеи держали сторону первого и долго сопротивлялись даже после его падения. После окончательного поражения, их князь, внук Меродах-Баладана, Набу-бель-шуме, спасся было в Элам, но, желая избегнуть выдачи, лишил себя жизни. Ашшурбанапал, по его собственному выражению, «растоптал Халдею и надел на неё ярмо бога Ашшура». После 648 года до н. э. все халдейские княжества в Вавилонии были ликвидированы. На Юге было введено ассирийское провинциальное управление, во главе которого стоял туртан Бэл-ибни. Этноним «халдей» в самой Вавилонии вышел из употребления. Этнический барьер между халдеями и вавилонянами был сломан. Вавилонизированные халдеи составляли большинство населения страны. Поэтому соседние народы называли жителей Вавилонии халдеями.

### Нововавилонское царство
С 625 года до н. э. в Вавилоне царствовал Набопалассар, основатель нововавилонской халдейской династии. Набопаласар взял Урук (616 год до н. э.), затем, главным образом с помощью мидийцев, захватил древнюю столицу Ассирии Ашшур (614 год до н. э.). В 612 году до н. э. Набопаласар, объединившись со скифами и мидийцами, захватил столицу Ассирии Ниневию.
Несколько десятков лет халдеи были во главе новой вавилонской державы, которую Навуходоносор расширил ещё и покорением Иудейского царства, и в последний раз в древнем мире образовал великую семитскую монархию. В Библии Навуходоносор назван «царём Халдейским» (2Пар. 36:17). Внутренняя деятельность была направлена на украшение города, укрепление против нашествий, восстановление святилищ, приведение в порядок сети каналов, сглаживание антагонизма отдельных частей населения. Однако последнее было ещё преждевременным: династия халдеев не удержалась, и последним вавилонским царём был «вавилонянин» Набонид (556—539 до н. э.). Ещё Берос называл Навуходоносора «царём халдеев и вавилонян». Зато под иноземным персидским владычеством объединение сделало большие успехи, и скоро на западе оба этнографических термина перестали различаться. Конец Халдейскому царству положило персидское нашествие.

## Халдеи как жрецы
Вавилонская жреческая астрономия и астрология были хорошо известны в древнем мире. Страбон упоминает четырёх великих «халдейских» астрономов — это Киден, Набуриан, Судин и Селевк из Селевкии. Во время эллинизма имя халдеев сделалось обозначением вавилонского жречества с его «наукой». По Ктесию, халдеи пришли из Египта с Белом, организовавшим их в жреческую касту и научившим всякой божеской и человеческой премудрости, которую они в течение веков передавали из рода в род. Таким образом, халдеи, наряду с магами, друидами, брахманами, приобрели репутацию жреческих философов, всемирных мудрецов. Это представление сделалось господствующим. Халдеи стали синонимом вавилонской культуры. Их считали основателями астрологии и астрономии (Diod., II, 3 1, между прочим, говорит об их наблюдениях, охватывавших тысячелетия), первыми провозгласившими бессмертие души (Paus. 4, 32), математиками (Porphyr. v. Pythag. 9) и натуралистами, теософами и т. п. В связь с ними ставили даже религию Зороастра, объявляя его учеником халдеев (Ammian Marcel. 23. 6) и т. п.
По всему миру можно было встретить странствующих шарлатанов, называвших себя халдеями. Уже Катон предостерегал от них римлян (De agricult., 5). В 139 г. до н. э. сенат изгнал из Рима шайку халдеев, но вскоре при трупе одного консула нашли халдейскую грамоту (Plut. Mar. 42). Сулла (Plut. S. 73), Цезарь, Помпей, Красс веровали в халдеев и не гнушались слушать их предсказания. Существовали целые оккультные школы халдеев. Тиберий на Родосе изучал у некоего Фрасилла Scientiam Chaldaeorum artis (Tac. Ann. VI, 20), но затем в 16 году изгнал халдеев из Рима и запретил распространение астрологических книг. Халдеи имели успех при дворе императоров и у аристократии, а для провинций, после общественных бедствий, они были настоящими бичами, эксплуатируя суеверие, несмотря на протесты таких людей, как Фаворин (у Gell. 14, 1: «Adversus eos, qui Ch. appellantur»).
При таких условиях совершенно забывалось различие халдеев и вавилонян, и даже вообще этнографическое значение термина «халдеи». Последним, кто даёт себе в этом отчёт, был Страбон (16, 765: Βαβυλώνιοι χαί τό των Χαλδαίων έθνος). Впрочем, во время парфян и Сассанидов различие окончательно сгладилось, тем более, что население Вавилонии осложнилось новыми элементами: иранцами, сирийцами, арабами. Смешение культур и синкретизм религий ещё более содействовал усилению теургий. Представители смешанного населения на почве древней культуры, гордясь своим мнимым происхождением от её насадителей, производили впечатление ещё на мусульманских арабов времён Аббасидов. Псевдохалдейская премудрость долго держалась как в Вавилонии (Багдад), так, особенно, в Месопотамии (см. Харран), выставив ряд учёных (особенно Сабит ибн Курра, 826—901 годы) и целую литературу (на арабском языке) якобы переводов с древних вавилонских трактатов и сочинений якобы о вавилонской религии и философии. Эти заведомые фальсификации высоко ценились до более близкого знакомства с подлинной вавилонской литературой.

## Халдеи-христиане
В настоящее время под именем халдеев или сиро-халдеев (ассирийцы) известны месопотамские и персидские христиане, как несториане и перешедшие в православие, так особенно перешедшие в унию с Римом (Халдейская католическая церковь).
Последним имя халдеев предписано ещё папой Евгением IV, но получило реальное значение только в половине XVI века, когда после смерти несторианского католикоса Симона VII партия, недовольная непотизмом, провела через подчинение Риму своего кандидата Иоанна, рукоположённого в 1553 году папой Юлием IIΙ в халдейские патриархи. По интригам католикоса Симона VIII он был убит в 1555 году в тюрьме, куда его бросил диарбекирский вали. Но рукоположённый им Абд-ишо был его преемником и получил из Рима утверждение. Преемник его Абд-аллах не интересовался Римом, но все дальнейшие поддерживали с ним отношения до конца XVIII века, когда снова отстали от унии, но папам ещё в XVII в. удалось вовлечь в неё консервативную ветвь патриархов: при Элии VII в Амиде состоялся собор, на котором католикос с шестью епископами осудил лжеучения: «Диодора, Феодора и Нестория». Один из преемников его, Элия XI, в 1778 году, желая закрепить кафедру в своём роде, рукоположил своего племянника мар-Ханну, который обещал упрочить унию. Но избрали не его, а Элия XII, который умер в 1804 году Между тем, мар-Ханна не отказывался от своих прав, но только в 1830 году был признан папой «патриархом халдейским и вавилонским». Эта линия в настоящее время и есть настоящая халдейская униатская.